# Emboscada de Garryhinch
L'emboscada de Garryhinch va ser un atac de l'IRA Provisional contra la Garda Síochána el 16 d'octubre de 1976, mitjançant la detonació d'una bomba col·locada en una granja a Garryhinch, a la frontera entre el comtat de Laois i el comtat d'Offaly, a la República d'Irlanda. El policia Michael Clerkin va morir en l'explosió, i altres quatre Gardaí van resultar greument ferits.
La nit del 16 d'octubre de 1976, la Garda Síochána va rebre una trucada telefònica anònima afirmant que membres de l'IRA estaven en una granja abandonada a Garryhinch, prop de Portarlington, comtat de Laois, preparant un atemptat contra Oliver J. Flanagan, un parlamentari del Fine Gael i Secretari del ministre de Defensa irlandès. Clerkin, juntament amb quatre companys de la Garda (el detectiu Tom Peters, el sergent Jim Cannon, el detectiu Ben Thornton i Gerry Bohan), van ser enviats des de la comissaria de Portarlington per investigar la informació rebuda. Tanmateix, la trucada telefònica l'hauria realitzat el mateix mateix IRA Provisional, amb la finalitat d'atraure els agents de la Garda a la masia com a part d'una emboscada planificada per l'organització contra el govern irlandès com a represàlia per l'apliacació de la Emergency Powers Act, aquella mateixa nit, amb l'objectiu de combatre l'escalada de l'activitat paramilitar a la República d'Irlanda associada a la campanya armada de l'IRA.
En arribar a la granja, l'equip dels Gardaí la va trobar aparentment desocupada, sense ningú als voltants i amb la porta principal tancada. Clerkin va entrar-hi per una finestra oberta i va inspeccionar l'edifici, trobant-lo aparentment buit. Va obrir la porta d'entrada des de dins per a que els seus companys poguessin entrar. A la porta hi havia un mecanisme de detonació d'una bomba, col·locada en un dipòsit de gas propà enterrat just a l'entrada, que es va activar i va fer detonar en obrir-se la porta, matant a Clerkin a l'acte. A l'exterior de l'edifici, l'explosió també va ferir els altres quatre policies, i el detectiu Peters va quedar cec i sord permanentment. La quantitat d'explosiu utilitzada tenia la potència suficient per enderrocar l'edifici.